# Оперативник (фільм, 2019)
«Оперативник» (англ. The Operative) — шпигунський трилер 2019 року, фільм спільного міжнародного виробництва, знятий ізраїльським режисером Ювалем Адлером за власним сценарієм на основі роману «Учителька англійської» (івр. המורה לאנגלית) Їфтаха Райхер-Атіра, колишнього офіцера розвідки. У головних ролях знялися Діане Крюгер, Мартін Фріман і Кас Анвар.
Світова прем'єра «Оперативника» відбулася 10 лютого 2019 року на Берлінському міжнародному кінофестивалі, прокат у кінотеатрах розпочався 2 серпня 2019 року (дистриб'ютор Vertical Entertainment).

## Сюжет
Британський єврей Томас (актор Мартін Фріман), колишній агент ізраїльської розвідки Моссад у Німеччині, отримує загадковий телефонний дзвінок від своєї підопічної та подруги Рейчел (Діане Крюгер), яка зникла під час виконання завдання. Моссад залучає Томаса до розслідування діяльності Рейчел та її пошуків. На конспіративній квартирі в Кельні Томас разом з ізраїльськими розвідниками згадує всі деталі свого знайомства з дівчиною, її вербування та кар'єри як оперативного агента. Канву фільму складають спогади Томаса про останнє завдання Рейчел, коли вона, видаючи себе за вчительку англійської мови в Тегерані, стежила за Фархадом Разаві (Кас Анвар), спадкоємцем власника іранської електронної компанії, з яким у Рейчел зав'язуються романтичні стосунки.

## Акторський склад
- Діане Крюгер — Рейчел
- Мартін Фріман — Томас
- Кас Анвар — Фархад
- Лірон Лево — Дан
- Яков Зада Даніель — Аран
- Охад Кноллер — Стівен

## Виробництво
У лютому 2018 року було оголошено, що Діане Крюгер і Ерік Бана приєдналися до акторського складу фільму, а автор сценарію Ювал Адлер став режисером. Ейтан Мансурі, Енн Кері, Майкл Вебер і Віола Фюген виступили б продюсерами фільму під банерами Spiro Films, Archer Gray, Match Factory Productions, а Тедді Шварцман виступив би виконавчим продюсером під його прапором Black Bear Pictures. У травні 2018 року Кас Анвар і Мартін Фрімен приєдналися до акторського складу фільму, замінивши Бану.

## Реліз
Світова прем'єра фільму відбулася на Берлінському міжнародному кінофестивалі 10 лютого 2019 року. Незабаром після цього Vertical Entertainment придбала права на розповсюдження фільму, який був випущений у прокат 2 серпня 2019 року.

## Сприйняття

### Касові збори
«Оперативник» зібрав у світовому прокаті 1,4 мільйона доларів.

### Критика
Незважаючи на те, що багато рецензентів високо оцінили гру Діане Крюгер і кілька особливо напружених сцен, критики також були розчаровані незрозумілими мотивами Рейчел, відсутністю хімії між нею та Фархадом і надто складною структурою сюжету. Гай Лодж, рецензуючи фільм на Берлінському кінофестивалі для «Variety», зауважує: «… загальна форма сюжету є надто впізнаваною, щоб тримати нас на межі, незважаючи на стоїчну, насуплену відданість акторів», тоді як The Hollywood Reporter скаржився, що Крюгер «потрібно більше фактурного матеріалу, ніж вона дає в цьому ривчастому шпигунському трилері».
Під час виходу фільму в американський прокат Бен Кенігсберг у «Нью-Йорк таймс» описав фільм як «кілька напружених епізодів, кілька цікавих тонких деталей шпигунської роботи та хорошу головну роль на шляху до незадовільного кінця». Критик Крісті Лемір поставила фільму дві зірки з чотирьох, написавши, що «загальний млявий темп і переважаюче відчуття двозначності зрештою роблять „Оперативника“ незадовільним і розчаровуючим досвідом».
На агрегаторі рецензій Rotten Tomatoes рейтинг схвалення фільму становить 41 % на основі 32 рецензій із середньою оцінкою 5,1/10. Консенсус критиків вебсайту говорить: «Діане Крюгер демонструє відповідну сталеву гру, але „Оперативник“ переслідує місію, яку можна забути, і шанувальники жанру знайдуть її надто знайомою». На Metacritic фільм отримав середню оцінку 47 зі 100 на основі 10 критиків, що вказує на «змішані або середні відгуки».
1. ↑  Watch The Operative | Prime Video. www.amazon.co.uk. Процитовано 27 грудня 2022.
2. ↑  The Operative (англ.), процитовано 27 грудня 2022